# Februari 2003
Dit artikel geeft een chronologisch overzicht van alle belangrijke gebeurtenissen per dag in de maand februari van het jaar 2003.

## Gebeurtenissen

### 1 februari
- Verenigde Staten - De Spaceshuttle Columbia ontploft op 60 kilometer hoogte tijdens terugkeer naar de aarde. Aan boord waren:
  - Commander: Rick Husband, US
  - Pilot: William McCool, US
  - Mission Specialist: Kalpana Chawla, US
  - Mission Specialist: Laurel Clark, US
  - Payload Specialist: Ilan Ramon, Israël
  - Mission Specialist: David Brown, US
  - Payload Commander: Michael Anderson, US

### 2 februari
- Venezuela - Aan een grootschalige staking komt een eind, hoewel de belangrijkste eis van de stakers, het aftreden van president Hugo Chavez bereikt te hebben, niet is bereikt.
- Irak - De Britse oud-politicus Tony Benn houdt een interview met de Iraakse president Saddam Hoessein.

### 4 februari
- Joegoslavië houdt op te bestaan: het parlement van het land neemt een nieuwe grondwet aan, waarbij de unie Servië en Montenegro (Srbija i Crna Gora) ontstaat.
- Nederland - Nederlandse vrouwen hebben vanaf vandaag de beschikking over een geheel nieuw voorbehoedsmiddel. Organon introduceert de Nuvaring, een kunststof ring die, ingebracht in de vagina, hormonen afgeeft en daarmee een eisprong verhindert. De ring kan door de vrouw zelf worden ingebracht en zorgt 3 weken voor een constante afgifte van oestrogene en progestagene hormonen.

### 5 februari
- Verenigde Staten - Colin Powell, Amerikaans minister van Buitenlandse Zaken, heeft tijdens een anderhalf uur durende toespraak voor de VN-Veiligheidsraad de andere leden met bewijzen trachten te overtuigen dat Irak massavernietigingswapens bezit en niet wil ontwapenen. Duitsland, Frankrijk, Rusland en China hebben erop aangedrongen de wapeninspecteurs meer tijd te geven. Volgens de Iraakse ambassadeur bij de VN-Veiligheidsraad, Mohammed al-Douri, zijn de bewijzen vervalsingen.

### 7 februari
- Colombia - Bij een bomexplosie in Bogotá komen meer dan 30 mensen om. De guerrillagroep FARC wordt voor de actie verantwoordelijk gehouden.

### 9 februari
- VN - Hans Blix, leider van de wapeninspecties in Irak, meldt dat Irak beter meewerkt.

### 10 februari
- Frankrijk en België, gesteund door Duitsland, gebruiken hun veto in de NAVO tegen de vroegtijdige bescherming van Turkije. Zij stellen dat een diplomatieke oplossing met Irak nog mogelijk is, en dat er alleszins moet gewacht worden tot vrijdag. Dan zullen de wapeninspecteurs verslag uitbrengen aan de Veiligheidsraad.

### 11 februari
- Duitsland - De politicus Jürgen Möllemann, voormalig vicefractievoorzitter van de FDP, wordt uit de fractie gezet.

### 12 februari
- Het Nederlands voetbalelftal wint met 1-0 van Argentinië in een vriendschappelijk duel in Amsterdam. Giovanni van Bronckhorst neemt het enige doelpunt voor zijn rekening.

### 13 februari
- België - Een woordvoerder van het Paleis heeft gemeld dat Prins Filip en Prinses Mathilde hun tweede kind verwachten, de geboorte is voorzien voor begin september.
- Irak - Experts van de VN melden dat de Iraakse al-Samoud 2 raketten een groter bereik hebben dan de 150 km die het land maximaal toegestaan was. Een streefdatum wordt gesteld voor de vernietiging van de raketten.

### 14 februari
- VN - De VN-wapeninspecteurs Hans Blix en Mohammed ElBaradei presenteren hun tweede rapport over Irak aan de Veiligheidsraad.

### 15 februari
- Irak - Over de hele wereld betogen miljoenen mensen tegen een eventuele oorlog in Irak. De opkomst was het grootst in Rome (3 miljoen), Londen (1 miljoen), Madrid (1,5 miljoen) en Barcelona (1 miljoen). In Brussel trokken er ongeveer 70.000 mensen door de straten, in Amsterdam ongeveer 45.000. Gezamenlijk gelden deze demonstraties als de grootste vredesdemonstratie sinds de Vietnamoorlog. De demonstratie in Rome staat in het Guinness Book of World Records van 2004.
- Gazastrook - Bij een bomaanslag, gepleegd door Hamas, komen 4 Israëlische soldaten om.

### 16 februari
- De NAVO-leden komen tot overeenstemming over steun voor Turkije in geval van oorlog tegen Irak.
- Gazastrook - Bij een explosie in Gaza komen zes Hamas-leden om; zij waren bezig met het voorbereiden van een bomaanslag in Israël door middel van een op afstand te besturen vliegtuigje.

### 17 februari
- Verenigd Koninkrijk - In de binnenstad van Londen geldt op werkdagen overdag een tolplicht.

### 18 februari
- Zuid-Korea - Een metrobrand in de stad Taegu eist minstens 196 levens, de brand werd aangestoken en de vermoedelijke dader is aangehouden.

### 19 februari
- Turkije verwerpt een aanbod van de Verenigde Staten van $26 miljard steun in ruil voor gebruik van bases in Turkije in geval van een oorlog tegen Irak.
- Duitsland - Mounir el-Motassedeq wordt tot vijftien jaar gevangenisstraf veroordeeld wegens medeplichtigheid aan de terroristische aanslagen van 11 september 2001.
- Israël - Bij Israëlische acties in de Gazastrook en de Westelijke Jordaanoever komen 12 Palestijnen om.
- Iran - Bij een vliegtuigramp met een militair transportvliegtuig in Zuidoost-Iran komen alle 289 inzittenden om.
- Panama - In Panama begint de zevende editie van de UNCAF Nations Cup, het voetbalkampioenschap van Midden-Amerika.

### 20 februari
- België - In Bergen komen 7 mensen om het leven in een appartementsbrand. Het gebouw uit 1968 heeft twaalf verdiepingen en voldoet niet aan de hedendaagse normen voor brandbeveiliging. Mogelijk is de brand aangestoken, er zijn twee brandhaarden gevonden.
- Verenigde Staten - Bij een brand in een nachtclub in West Warwick, RI komen 97 mensen om.

### 21 februari
- Verenigde Staten - Aan de rand van New York doet een explosie en een daaropvolgende grote brand de inwoners vrezen voor een nieuwe terreuraanslag (zie 11 september 2001), het gaat echter om een ongeval in een brandstofopslagbedrijf. Er komen twee arbeiders om en een arbeider raakt zwaar verbrand.

### 23 februari
- Panama - Costa Rica wint de zevende editie van de UNCAF Nations Cup, het voetbalkampioenschap van Midden-Amerika. In de slotronde is de ploeg met 1-0 te sterk voor Panama.

### 24 februari
- Nederland - Ahold maakt bekend dat het door frauduleuze boekhouding in een Amerikaans dochterbedrijf een schadepost van 500 miljoen dollar heeft. De beurskoers maakt een recorddaling door en topman Cees van der Hoeven kondigt zijn aftreden aan.
- Verenigde Naties - De Verenigde Staten, het Verenigd Koninkrijk en Spanje leggen de Veiligheidsraad een resolutie voor die oorlog tegen Irak mogelijk moet maken. Frankrijk, Duitsland en Rusland verklaren dat de wapeninspecties eerst meer tijd moet worden gegeven.
- China - Bij een aardbeving in Sinkiang komen meer dan 260 mensen om het leven en raken velen dakloos.

### 25 februari
- België - Pierre Carette is vanmiddag vrijgelaten uit de strafinrichting van Leuven-Centraal. In 1985 werd hij samen met de CCC-medeplichtigen (Cellules Communistes Combattantes) Bertrand Sassoye, Pascale Vandegeerde en Didier Chevolet opgepakt, en in 1988 veroordeeld tot levenslange opsluiting.

### 26 februari
- België - Het Hof van beroep van Brussel verklaart zich onbevoegd in de zaak (het al of niet racistisch zijn) van het Vlaams Blok (zaak aangespannen door het centrum voor gelijkheid van kansen en voor racismebestrijding).

### 27 februari
- VN/Nederland - Het Joegoslaviëtribunaal veroordeelt Biljana Plavšić, voormalig President van de Bosnische Serviërs tot 11 jaar gevangenisstraf wegens misdaden tegen de menselijkheid.
- Irak stemt in met vernietiging van de al-Samoud 2-raketten.

### 28 februari
- Irak begint met de door de wapeninspecteurs bevolen vernietiging van de al-Samoud 2-raketten.
- Tsjechië - Václav Klaus wordt gekozen tot nieuwe president van Tsjechië. Hij volgt Václav Havel op, die na zeven jaar presidentschap niet herkiesbaar was.
- Oostenrijk - De ÖVP en de FPÖ voltooien de coalitiebesprekingen voor een nieuwe regering-Schüssel.

## Overleden
<< · januari · februari · maart · april · mei · juni · juli · augustus · september · oktober · november · december · >>